# Узунов, Атанас

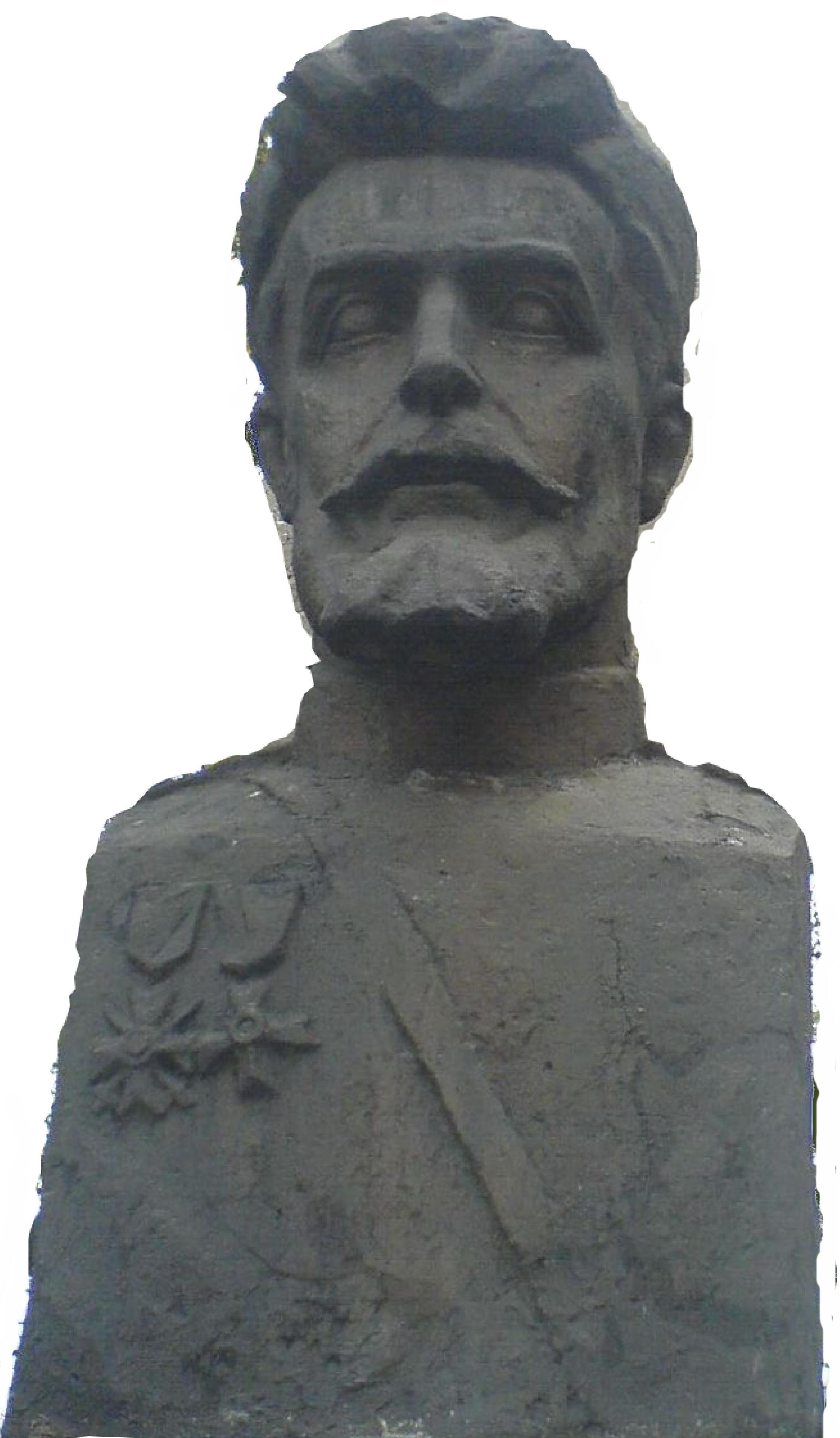
Сливница, Болгария, бюст майорa Узунова

Атанас Маринов Узунов (1857, Рущук, Османская империя, ныне Русе, Болгария, — 22 февраля 1887, там же) — болгарский военный деятель.

## Биография
Атанас Узунов участвовал в национально-освободительном Старозагорском восстании, в составе Червеноводской четы (1875 год), после поражения восстания эмигрировал в Румынию. В 1876 г. в качестве добровольца принял участие в Сербско-турецкой войне, участвовал в боях при Зайчаре и Корито. Затем поступил на службу в 60-й пехотный Замосцский полк русской армии, в 1877 г. поступил в Одесское юнкерское пехотное училище. В том же году, с началом русско-турецкой войны 1877—1878 гг. поступил ополченцем в 3-ю роту 2-й дружины (батальона) Болгарского ополчения, участвовал в боях при Стара-Загоре, на Шипке, при Шейново, в Котленском балкане. Был награждён Знаком отличия Военного ордена (Георгиевским крестом) 4-й степени и в 1878 произведён в прапорщики.
После освобождения Болгарии служил во 2-й пехотной Кюстендилской дружине (с 1879), затем в 22-й пехотной Пазарджикской дружине и 1-й сапёрной Софийской роте. В 1885 г. первым из болгарских офицеров Узунов окончил Николаевскую инженерную академию в Санкт-Петербурге. Он - автор рукописи «Полза от военно-инженерното изкуство».
Во время Сербско-болгарской войны 1885 года капитан Узунов был начальником немногочисленного Северного отряда и комендантом Видинской крепости на Дунае, проявил себя как эрудированный военный инженер при укреплении и обороне крепости. Во время осады Видина сербскими войсками успешно оборонял крепость от превосходящих сил противника. Когда сербский генерал Милойко Лешанин (другой герой Сербско-турецкой войны) предложил ему сдать крепость, то Узунов ответил ему, что его учили брать крепости, а не сдавать их, и продолжал оборону. Под его руководством был отбит штурм крепости 14-17 ноября 1885, после чего сербские войска были вынуждены отступить. За защиту Видина Узунову было присвоено звание почётного гражданина этого города.

В 1885—1886 гг. Узунов командовал пионерной (инженерной) дружиной в Русе. В 1886 г. удостоился звания почётного гражданина города Видина. В 1887 — командир 3-й пехотной бригады и комендант Русе. Придерживался пророссийских политических взглядов, в феврале 1887 г. возглавил восстание офицеров-русофилов в Русе — т. наз. «Русенский бунт» против председателя Народного Собрания (впоследствии — регента и министра-президента) Стефана Стамболова, управлявшего княжеством с помощью грубых авторитарных методов. Ближайшими соратниками Узунова стали майор Олимпий Панов и руководитель народного ополчения Тома Кырджиев. И Панов, и Кырджиев, и Узунов были участниками боёв за Шипку, Плевну и Стара-Загору. Однако, силы мятежников и правительства слишком неравны, бунтовщики были арестованы и преданы военно-полевому суду. 
Поспешите с осуждением, утверждайте приговор и немедленно приводите в исполнение. Если промедлите, русофилам придут на помощь. Осужденные должны быть расстреляны завтра же.

— требовала телеграмма военного министра. На суде Панов держался мужественно, называя себя не предателем, а патриотом Болгарии. Рано утром 22 февраля приговор привели в исполнение. Очевидец трагедии писал: «
Твёрдо и непоколебимо, с гордо поднятой головой глядя в лицо смерти, Олимпий Панов спокойно отдал свой последний офицерский приказ: «Огонь, пли!». Раздался залп, он упал. Он погиб как герой».
 Тома Кырджиев крикнул в последний миг: «
Не плачьте обо мне! Плачьте об Олимпии Панове, потому что и через столетие Болгария не родит такого сына!
 Атанас Узунов перед смертью произнёс: «
Умираю с глубоким убеждением, что боролся за свободу Отечества, любимого мною всем сердцем.

## Память
В 1934 году село Халваджии переименовано в Майор-Узуново. В его честь наречены многие улицы в болгарских городах и Спортивное училище в Русе.

## Звания
- С 27 апреля 1878 — прапорщик.
- С 1879 — подпоручик.
- С 24 марта 1882 — поручик
- С 24 марта 1885 — капитан.
- С 1885 — майор.

## Награды
- орден «За храбрость» 3-й степени.
- орден святого Александра 5-й степени.
- Знак отличия Военного ордена 4-й степени (Россия).